# ناصر الیزیدی
ناصر الیزیدی (عربی: ناصر اليزيدي؛ زادهٔ ۲ فوریهٔ ۲۰۰۰) بازیکن فوتبال اهل قطر است که در حال حاضر در پست هافبک برای تیم‌های الدحیل قطر و تیم ملی زیر ۲۰ سال قطر بازی می‌کند.